# Cheilosia personata
Cheilosia personata es una especie de sírfido. Se distribuyen por Europa.